# Nicolas Weber
Pour les articles homonymes, voir Weber.
Nicolas Weber, né le 28 octobre 1970 à Metz, est un footballeur français. Il évolue au poste de défenseur latéral avant de se reconvertir comme entraîneur et éducateur.

## Biographie

### Carrière de joueur en première et deuxième division
Nicolas Weber est formé au FC Sochaux.
Au total, il joue 225 matchs en Division 1 et 139 matchs en Division 2 française.

### Débuts de formateur à La Berrichonne de Châteauroux (2005-2009)
À l'issue de sa carrière professionnelle, il est appelé par Patrick Trotignon à intégrer le staff de La Berrichonne de Châteauroux dont ce dernier est le président délégué. Les deux hommes s'étaient connus dans ce même club dans les années 1990, Trotignon y était l'adjoint du président Michel Denisot et Weber joueur. En février 2006, il obtient le BEES 2e degré. Il va entraîner les jeunes au sein du centre de formation jusqu'en 2008, lançant par exemple les jeunes Lamine Koné, Bakary Sako, Steven Mouyokolo ou Gilles Sunu.
Par la suite, Weber devient entraîneur adjoint de la Berrichonne auprès de Christian Sarramagna, bientôt remplacé par Dominique Bijotat. Mais il se sent « en fin de cycle avec Châteauroux », d'autant plus que le changement d’entraîneur « a modifié pas mal de choses », puisqu'il a quitté son poste d'entraîneur adjoint et qu'on lui propose un poste dans la formation,.

### Évian Thonon Gaillard: au cœur du projet et des tensions (2009-2014)
À l'été 2009, Nicolas Weber est appelé par le duo Partick Trotignon-Franck Riboud, PDG du groupe Danone, qu'il avait également côtoyé à Châteauroux, le fils de ce dernier ayant intégré le centre de formation berrichon dans les années 2000. Il n'hésite pas à faire partie du projet du club de l'Olympique Croix de Savoie 74 nouvellement nommé Évian Thonon Gaillard Football Club au sein duquel il est engagé comme directeur de la formation et prend en charge l'entraînement de l'équipe U19, prenant ainsi la suite de Didier Toffolo et Wahid Chaouki avec lesquels il continue de collaborer,.
En 2010, Souleymane Cissé, ancien joueur du club, qui était auparavant responsable de l'équipe senior 3, devient son adjoint et prend en charge les U17. Il participe à la structuration de la formation dans le club savoyard, étant notamment en poste lors de l'ouverture du nouveau centre d'entrainement à Blonay en 2013 au sein duquel est inauguré un Centre de formation d'apprentis. Il fait également partie des candidats reçus pour le diplôme d’entraineur formateur de football en 2012.
À l'intersaison 2013, Weber reste au poste de directeur de la formation et remplace Ronan Salaün, entraîneur de l'équipe réserve depuis 2010, sous les ordres duquel elle fut promue en Championnat de France amateur 2, vice-championne de Division d'Honneur Rhône-Alpes en 2011.
Le passage de Weber à l'ETG est marqué par sa proximité de longue date avec Franck Riboud et Patrick Trotignon, respectivement sponsor principal, et président. À l'époque, Franck Riboud déclare en effet que Weber est la personne au club dont il est le plus proche. En septembre 2013, lors des conflits internes qui opposent le duo Riboud-Trotignon aux actionnaires majoritaires du club (Bakthiar et Tumbach) depuis plusieurs mois, la presse, tout comme Pascal Dupraz lui-même évoquent la possibilité que Weber remplace l'entraîneur historique du club, s'il venait à être limogé, comme un dommage collatéral de cette opposition entre partenaires, administrateurs, et actionnaires du club. La direction vient alors de prolonger le contrat de Weber de trois ans et aurait comme projet de lui permettre d'obtenir le diplôme d'entraîneur professionnel de football, que Dupraz ne possède pas. Finalement, la démission de Patrick Trotignon et le retrait progressif de Danone qui ont suivi, ont mené à la séparation entre Weber et Cissé et le club,.

### Direction de l'AS Monaco Academy (depuis 2014)
À l'été 2014, Souleymane Cissé et Nicolas Weber quittent le club savoyard pour rejoindre le centre de formation de l'Association sportive de Monaco football club dont l'équipe première vient de finir la saison vice-championne de Ligue 1,. Weber devient alors le directeur du centre de formation monégasque, appelé « AS Monaco Academy ».
En juin 2016, il est remplacé à la tête du centre de formation de l'AS Monaco par Bertrand Reuzeau en provenance de celui du Paris Saint-Germain Football Club. Weber occupe dès lors le poste de responsable du département recrutement du centre.

## Carrière de joueur
- 1990-1995 :  FC Sochaux, 131 matchs et 4 buts en Division 1
- 1995-1998 :  LB Châteauroux, 32 matchs et 1 but en Division 1; 78 matchs et 7 buts en Division 2
- 1998-2000 :  Le Havre AC, 62 matchs et 2 buts en Division 1
- 2000-2001 :  Sheffield United, 4 matchs en Division 2
- 2001-2003 :  Grenoble Foot, 61 matchs et 2 buts en Division 2
- 2003-2005 :  Nîmes Olympique, 50 matchs en National[14]

## Carrière de formateur
- 2006-2009 : La Berrichonne de Châteauroux
  - 2006-2008 : entraîneur U19
  - 2008-2009 : entraîneur adjoint
- 2009-2014 :  centre de formation de l'Évian Thonon Gaillard Football Club
  - 2009-2014 : directeur
  - 2009-2013 : entraîneur U19
  - 2013-2014 : entraîneur réserve
- depuis 2014 : centre de formation de l'Association sportive de Monaco football club - AS Monaco Academy
  - 2014-2016 : directeur
  - 2016-2018 : responsable du département recrutement

## Palmarès
- Champion de Division 2 en 1997 avec La Berrichonne de Châteauroux